# EKZ CrossTour Bern
De EKZ CrossTour Bern was een veldrit, die van 2017 tot en met 2020 elk jaar aan het begin van het veldritseizoen in oktober georganiseerd werd in Bern, Zwitserland. In 2018 en 2019 maakte de veldrit deel uit van de wereldbeker. In 2017 en 2020 was de veldrit onderdeel van de EKZ CrossTour. 

## Erelijst

### Mannen elite
| Datum      | Klassement    | Cat. | Winnaar                | Tweede            | Derde                  |
| ---------- | ------------- | ---- | ---------------------- | ----------------- | ---------------------- |
| 18/10/2020 | EKZ CrossTour | C1   | Michael Vanthourenhout | Vincent Baestaens | Felipe Orts            |
| 20/10/2019 | Wereldbeker   | CDM  | Eli Iserbyt            | Toon Aerts        | Michael Vanthourenhout |
| 21/10/2018 | Wereldbeker   | CDM  | Mathieu van der Poel   | Wout van Aert     | Toon Aerts             |
| 01/10/2017 | EKZ CrossTour | C2   | Marcel Wildhaber       | Simon Zahner      | Corné van Kessel       |

### Vrouwen elite
| Datum      | Klassement    | Cat. | Winnaar         | Tweede                     | Derde                 |
| ---------- | ------------- | ---- | --------------- | -------------------------- | --------------------- |
| 18/10/2020 | EKZ CrossTour | C1   | Denise Betsema  | Maghalie Rochette          | Manon Bakker          |
| 20/10/2019 | Wereldbeker   | CDM  | Annemarie Worst | Ceylin del Carmen Alvarado | Anna Kay              |
| 21/10/2018 | Wereldbeker   | CDM  | Marianne Vos    | Annemarie Worst            | Katherine Compton     |
| 01/10/2017 | EKZ CrossTour | C2   | Jolanda Neff    | Pavla Havikova             | Lucie Chainel-Lefèvre |

### Mannen beloften
| Datum      | Klassement  | Cat. | Winnaar     | Tweede    | Derde           |
| ---------- | ----------- | ---- | ----------- | --------- | --------------- |
| 20/10/2019 | Wereldbeker | CDM  | Kevin Kuhn  | Ryan Kamp | Loris Rouiller  |
| 21/10/2018 | Wereldbeker | CDM  | Eli Iserbyt | Eddy Fine | Antoine Benoist |

### Mannen junioren
| Datum      | Klassement    | Cat. | Winnaar        | Tweede          | Derde           |
| ---------- | ------------- | ---- | -------------- | --------------- | --------------- |
| 18/10/2020 | EKZ CrossTour | CJ   | Nils Aebersold | Pierrick Burnet | Maxime L'Homme  |
| 20/10/2019 | Wereldbeker   | CDM  | Thibau Nys     | Jente Michels   | Emiel Verstynge |
| 21/10/2018 | Wereldbeker   | CDM  | Witse Meeussen | Luke Verburg    | Tomás Jezek     |